# إيفان تاراسوف
إيفان تاراسوف هو لاعب كرة قدم روسي في مركز الهجوم، ولد في 30 يناير 2000 في سانت بطرسبرغ في روسيا. لعب مع FC Zenit-2 Saint Petersburg ‏.